# Morgan Thulin
Morgan Bertil Thulin, född 9 november 1952 i Råda församling i dåvarande Göteborgs och Bohus län, är en svensk-amerikansk evangelist och sångare.
I unga år började Morgan Thulin resa runt i Sverige och Norge tillsammans med sin hustru för att sjunga och predika. De gav ut flera skivor på svenska innan de 1991 flyttade till USA där de turnerat i 40 olika stater och fortsatt spela in skivor. Barnen blev tidigt engagerade i arbetet. Vid besök i Sverige har familjen medverkat i Jesusfestivalen i Älmhult och i kristna TV-kanalen Kanal 10.
År 1974 gifte han sig med Helene Liljegren (född 1954) och paret har barnen Jeanette Thulin Claesson (född 1975), Samuel Thulin (född 1979), David Thulin (född 1983) och Jonathan Thulin (född 1988), som alla är musikaliskt verksamma.

## Diskografi i urval
- 1977 – Jesu famn står öppen (LP), Helene & Morgan Thulin
- 1979 – Jag har funnit en frälsare (LP), Helene & Morgan Thulin
- 1984 – Låt mig får höra om Jesus (LP), Helene & Morgan Thulin
- 2008 – Thulin Family (CD)